# Donore Castle
Donore Castle (irisch Caiseal Dhún Uabhair) ist die Ruine eines Tower Houses südlich des Dorfes Ballivor im irischen County Meath am Nordufer des Boyne südlich der Fernstraße R161, etwas oberhalb der Einmündung des Enfield Blackwater. Es gilt als National Monument.

## Geschichte

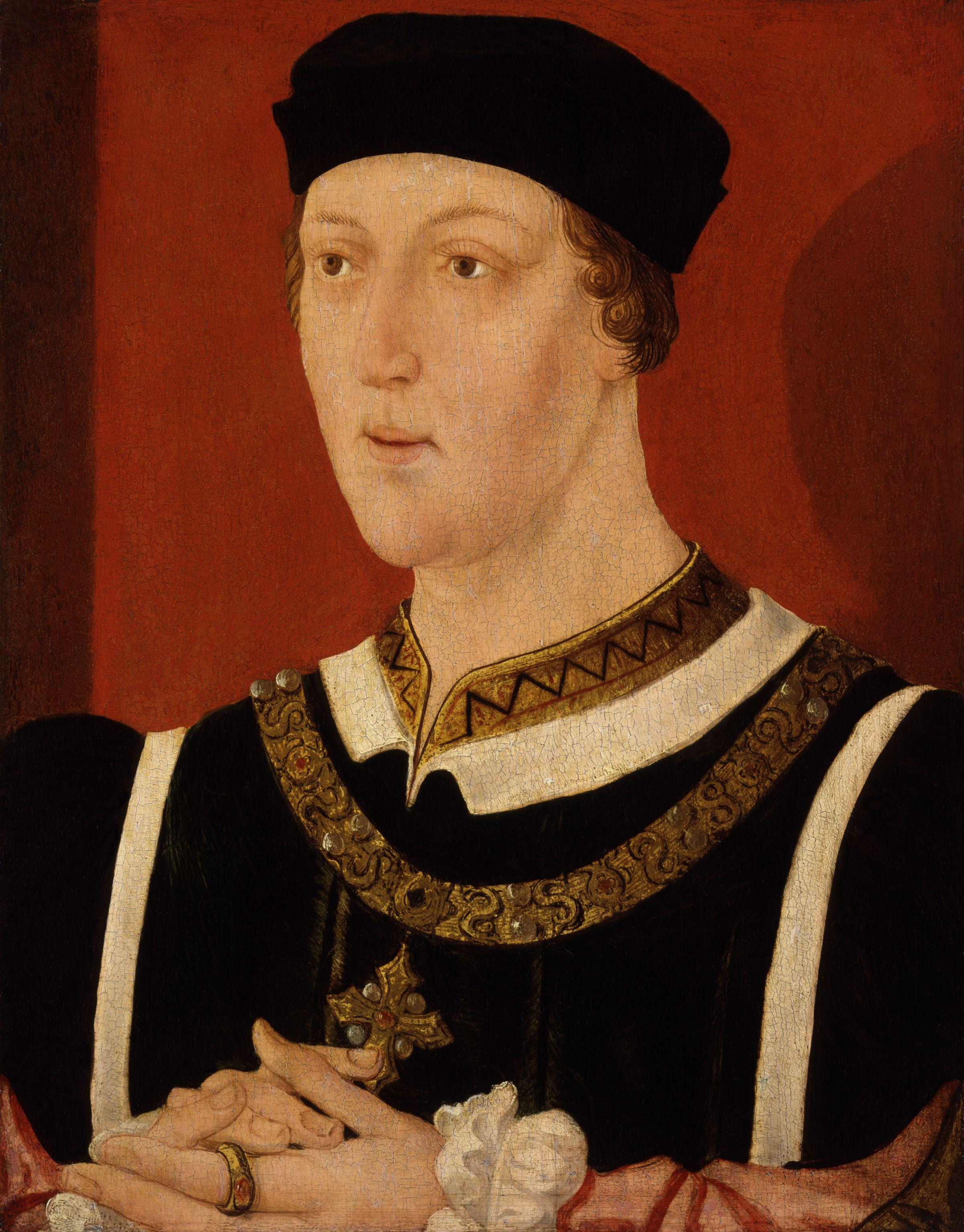
Heinrich VI., der den Bau der „10-Pfund-Burgen“ finanzierte.

1429 gewährte der englische König Heinrich VI. und Lord von Irland jedem Bürger 10 Pfund, der am Rande des Pale vor 1439 einen kleinen Verteidigungsturm (6 Meter × 4,8 Meter × 12 Meter)  errichten ließ. Das Tower House von Donore soll einer dieser Türme gewesen sein, die die örtliche Herrschaft, die Mac Eochagáins, errichten ließ. 1650, während der Rückeroberung Irlands, wurde die Burg von den Truppen unter der Führung von Sir John Reynolds eingenommen und über 40 Mitglieder der Familie McGeoghegan getötet.
Laut dem Civil Survey (1654–1656) gehörten Garrat Lench aus „Donowre“ 1640 Ländereien von 89 Hektar Größe, sowie „eine Burg mit Streuobstwiese, ein Wehr und einige Bauernhöfe“. Eine Illustration von 1785 zeigt die Burg mit einem Walmdach.

## Beschreibung
Die Burg hat drei Stockwerke und bedeckt eine Grundfläche von 7,3 × 6,3 Meter. Sie ist 12 Meter hoch und hat gerundete Ecken. Ein vorspringender Rundturm an der Ecke beherbergt eine Treppe mit Zentralpfosten. Das Tower House hat eine Gewölbedecke im untersten Stockwerk und einen offenen Kamin und einen in die Mauer eingebauten Aborterker in den oberen Stockwerken. Die Decken waren auf Konsolen aufgelegt. Eine der Verteidigungseinrichtungen der Burg ist ein „Mörderloch“ (Öffnung in der Decke, durch die man z. B. Pech auf die Angreifer hinuntergießen konnte) auf Dachhöhe über dem Eingang. Man findet auch behauene Köpfe eines Königs und eines Bischofs über dem Eingang.